# 필 캐츠
필립 월터 캐츠(Phillip Walter Katz, 1962년 11월 3일 ~ 2000년 4월 14일)는 ZIP 파일 포맷과 PKZIP 압축 프로그램의 제작자로 잘 알려진 컴퓨터 프로그래머이다.

## 생애
캐츠는 위스콘신 대학에서 전산학 학사 학위를 받았다. 그의 압축 관련 첫 프로그램은 1980년대 중반에 발표한 PKARC로, 당시 많이 쓰이던 ARC 프로그램과 호환이 되었으나 C로 만들어진 ARC와는 달리 어셈블리어를 함께 사용했기 때문에 훨씬 빨랐다. (당시 컴파일러의 최적화 성능은 현재에 비해 좋지 않은 편이었다) PKARC는 그 속도 때문에 ARC보다 유명해졌다.
그러나 ARC의 개발사였던 SEA는 캐츠가 공개되긴 했지만 저작권이 있는 ARC의 소스 코드를 상당 부분 복사해 썼다는 것을 알아 냈다. SEA 측의 증인들에 따르면 PKARC와 ARC에서 동일한 주석과 오타가 나타날 정도로 많은 부분이 복사되었다고 한다. SEA는 캐츠를 상표권 침해와 저작권 침해로 고소했고 승소했으며, 그는 PKARC의 이름을 PKPAK으로 바꿔야 했다. 이 사건에 대해서 많은 논란이 있으나 캐츠가 죽으면서 그 자신이 이 사건을 설명할 기회는 영원히 사라져 버렸다.
얼마 후 캐츠는 PKPAK을 완전히 새로 짜서 PKZIP을 셰어웨어로 공개했다. PKZIP은 ARC보다 압축률이 높으며 더 빨랐고, 기반 ZIP 포맷의 구조도 공개되었기 때문에 얼마 안 가 ZIP 포맷은 파일 압축 포맷의 표준이 되었다. 그는 1986년에 PKWARE를 설립했으며, PKWARE가 크게 성장한 뒤로도 자신이 신뢰하는 사람들을 채용하고 직접 소프트웨어를 개발하였다.
캐츠는 말년에 알코올 중독에 시달렸다. 그는 음주 운전으로 여러 번 체포되었으며, 나중에는 싼 모텔과 스트립 클럽에서 더 많은 시간을 보내기까지 했다.  2000년 4월 14일에 캐츠는 빈 술병을 손에 쥔 채로 호텔 객실에서 죽은 채로 발견되었고, 사인은 상습적인 음주로 인한 급성 췌장 출혈로 밝혀졌다.